# Lora Corum
Lora Lawrence Corum (Jonesville (Indiana), 8 januari 1899 - 7 maart 1949) was een Amerikaans autocoureur. Hij werd co-winnaar van de Indianapolis 500 in 1924.

## Carrière
Corum nam tussen 1922 en 1933 zes keer deel aan de Indianapolis 500. Hij werd co-winnaar van de race in 1924 nadat hij de race gestart was in zijn Duesenberg en afgelost werd in de 111e ronde door Joe Boyer, die de wagen naar de overwinning reed. Beide coureurs werden co-winnaar van de race. Corums beste resultaat tijdens een Indy 500 waar hij de wagen alleen had bestuurd was een vijfde plaats tijdens de race van 1923. Hij werd twaalfde bij zijn laatste deelname in 1933. Hij overleed in 1949 op 50-jarige leeftijd.